# Madiun (residentie)

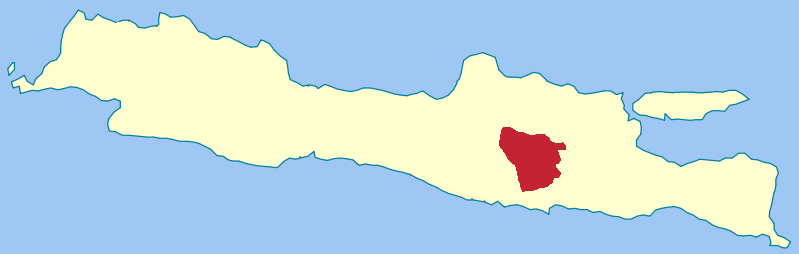
Madioen 1830-1867

Madiun was van 1830 tot 1942 een residentie op Java. De hoofdplaats van de residentie was de stad Madiun.

## Geschiedenis

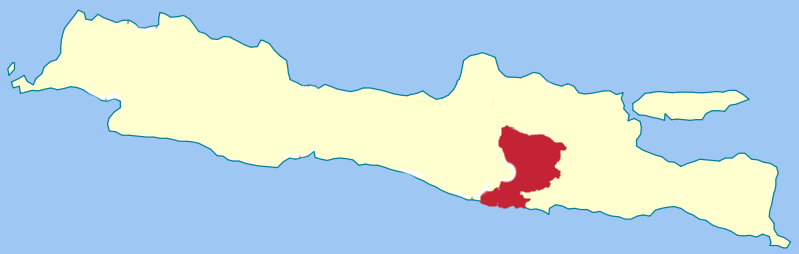
Madioen 1867-1942

De residentie Madiun ontstond in 1830 na door de Nederlanders veroverd te zijn tijdens de Java-oorlog. Het bestond uit de afdelingen Madioen, Ngawi, Ponorogo en Magetan. In 1867 kwam daar ook de afdeling Pacitan bij, waarna het er een kust bij kreeg. De afdeling Madiun stond onder direct bestuur van de resident. In 1928 werd de residentie onderdeel van de provincie Oost-Java. De residentie bestond tot 1949.

## Inwonersaantal[1]
| jaar | totaal      | Europeanen  | Chinezen  | Inlanders |
| ---- | ----------- | ----------- | --------- | --------- |
| 1867 | 667.264     | 376         | 2.311     | 664.366   |
| 1877 | 974.190     | 564         | 3.158     | 970.455   |
| 1888 | 1.064.140   | 878         | 3.833     | 1.059.374 |
| 1895 | 1.111.490   | 1.193       | 4.311     | 1.105.909 |
| 1905 | 1.349.472   | 1.830       | 4.769     | 1.349.472 |
| 1930 | 1,9 miljoen | 3,3 duizend | 9 duizend | ?         |